# Segunda División de Chile 1961
El Campeonato Nacional de Fútbol de la Segunda División de 1961 fue el décimo torneo disputado de la segunda categoría del fútbol profesional chileno. Contó con la participación de doce equipos. 
El torneo se jugó en dos rondas con un sistema de todos contra todos y el campeón del torneo fue Unión La Calera, que ascendió a Primera División por primera vez en su historia.
Este campeonato entregó en total cuatro ascensos a la Primera División para el año siguiente, ya que estaba planificado aumentar a dieciocho el número de pariticipantes de dicha categoría en 1962. Al final del campeonato se gestó una fuerte polémica ya que no se le otorgó el ascenso que le correspondía por derecho propio a Trasandino de Los Andes por obtener el tercer lugar en la tabla final en beneficio de Magallanes, equipo que obtuvo el sexto lugar. Se cree que esta situación se enmarca en una serie de políticas centralistas de la Asociación Central de Fútbol, entidad rectora del fútbol chileno por esos años.

## Movimientos divisionales
| Pos | a Primera División de Chile 1961 |
| --- | -------------------------------- |
| 1º  | Green Cross                      |

| Pos | a Segunda División de Chile 1961 |
| --- | -------------------------------- |
| 1º  | Lister Rossel                    |

| Pos | Descendido desde Primera División de Chile 1960 |
| --- | ----------------------------------------------- |
| 1º  | Magallanes                                      |

| Pos | Asociación de Origen |
| --- | -------------------- |
| 1º  | Alianza              |

## Equipos participantes
| Equipo               | Ciudad            |
| -------------------- | ----------------- |
| Colchagua            | San Fernando      |
| Coquimbo Unido       | Coquimbo          |
| Deportes La Serena   | La Serena         |
| Iberia               | Santiago de Chile |
| Lister Rossel        | Linares           |
| Magallanes           | San Bernardo      |
| Ñublense             | Chillán           |
| San Bernardo Central | San Bernardo      |
| Trasandino           | Los Andes         |
| Unión La Calera      | La Calera         |
| Unión San Felipe     | San Felipe        |
| U.T.E                | Santiago de Chile |

## Tabla final
| Pos | Equipo               | PJ | PG | PE | PP | GF | GC | Dif | Pts |
| --- | -------------------- | -- | -- | -- | -- | -- | -- | --- | --- |
| 1   | Unión La Calera      | 22 | 14 | 6  | 2  | 60 | 24 | 36  | 34  |
| 2   | Unión San Felipe     | 22 | 12 | 9  | 1  | 51 | 24 | 27  | 33  |
| 3   | Trasandino           | 22 | 11 | 5  | 6  | 52 | 41 | 11  | 27  |
| 4   | Deportes La Serena   | 22 | 9  | 8  | 5  | 47 | 30 | 17  | 26  |
| 5   | Ñublense             | 22 | 9  | 7  | 6  | 49 | 35 | 14  | 25  |
| 6   | Magallanes           | 22 | 9  | 7  | 6  | 37 | 33 | 4   | 25  |
| 7   | Universidad Técnica  | 22 | 9  | 4  | 9  | 36 | 37 | -1  | 22  |
| 8   | Coquimbo Unido       | 22 | 9  | 3  | 10 | 41 | 45 | -4  | 21  |
| 9   | Colchagua            | 22 | 8  | 2  | 12 | 50 | 52 | -2  | 18  |
| 10  | Lister Rossel        | 22 | 5  | 5  | 12 | 30 | 55 | -25 | 15  |
| 11  | San Bernardo Central | 22 | 3  | 5  | 14 | 28 | 54 | -26 | 11  |
| 12  | Iberia               | 22 | 2  | 3  | 17 | 20 | 71 | -51 | 7   |

PJ=Partidos jugados; PG=Partidos ganados; PE=Partidos empatados; PP=Partidos perdidos; GF=Goles a favor; GC=Goles en contra; Dif=Diferencia de gol; Pts=Puntos
|  | Campeón. Asciende a Primera División |
|  | Asciende a Primera División          |
|  | Descenso suspendido                  |